# Halictus beniensis
Halictus beniensis är en biart som beskrevs av Cockerell 1945. Halictus beniensis ingår i släktet bandbin, och familjen vägbin. Inga underarter finns listade i Catalogue of Life.